# Fort Mohave
Pour la ville, voir Fort Mohave (Arizona).
Le fort Mohave est appelé à l'origine le camp Colorado lorsqu'il est créé le 19 avril 1859 par le lieutenant-colonel William Hoffman pendant la guerre des Mohaves (en). Il est situé sur la rive est du fleuve Colorado à Beale's Crossing (en), près de l'entrée de la vallée de Mohave (en) dans le comté de Mohave en Arizona sur recommandation du lieutenant Edward Fitzgerald Beale. Après la fin des guerres indiennes, le fort est transféré du bureau des affaires indiennes en 1890. En 1935, il est transféré à la réserve indienne de Fort Mojave ; le fort est administré par l'État de l'Arizona.

## Histoire
Le premier Européen connu à visiter la région est l'explorateur espagnol Melchor Díaz (en). Il documente ses voyages dans l'actuel nord-ouest du comté de Mohave en 1540. Il décrit une importante population qui se réfèrent aux-même comme les « Pipa Aha Macav », signifiant le « peuple au bord de la rivière ». De Aha Macav devient par contraction Mojave (aussi épelé Mohave). La tribu retient l'écriture espagnole traditionnelle Mojave, mais la plupart des locuteurs anglais utilisent l'écriture anglaise moderne Mohave. Les deux sont correctes, et les deux sont prononcées « Moh-hah-vee »,.
Nommé camp Colorado, le fort est créé par les États-Unis pour fournir une protection pour les émigrants vers la Californie via le nord de l'Arizona par la route de wagons de Beale (en) et au travers le désert des Mojaves sur la route Mojave (en). Il est aussi utilisé comme une base d'opérations militaires contre les Mojaves.
Le poste est renommé fort Mojave le 28 avril 1859 par son premier commandant de la garnison, le capitaine Lewis A. Armistead. Avec 50 soldats, il défait 200 Mohaves lors d'une bataille de l'été 1859, et terminent les hostilités contre eux. Deux ans plus tard, après le début de la guerre de Sécession, le brigadier général Edwin V. Sumner ordonne l'abandon du poste et les bâtiments sont incendiés le 28 mai 1861 pour permettre le retrait des troupes régulières vers la garnison de Los Angeles pour faire face à un soulèvement sécessionniste prévisible. Plus tard dans l'année, les réguliers sont envoyés dans l'est pour servir avec l'Union lors de la guerre de Sécession.
Le 19 mai 1863, le poste est reconstruit et réorganisé par les compagnies B et I du 4th California Infantry (en) ; ils sont affectés à la protection des voyageurs le long de la route Mohave et de Prescott. L'infanterie développe avec succès des relations amicales avec les indiens Mohaves. Ces soldats volontaires prennent aussi les réclamations de prospection et d'installation minière dans la région ; ils ne veulent pas rester et beaucoup repartent après avoir été libérés à la fin de la guerre de Sécession.

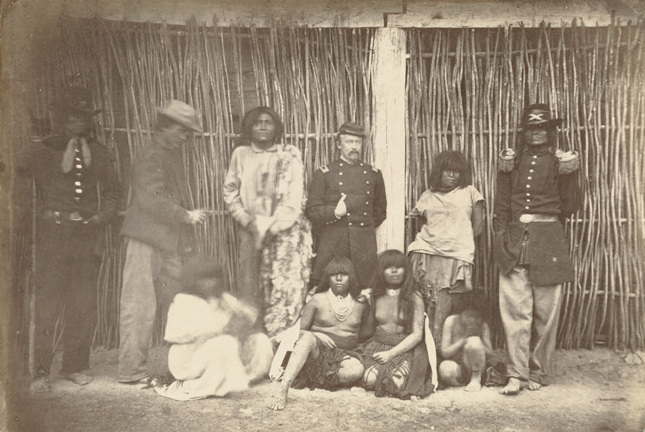
Hommes et femmes Mohaves et soldats de l'U.S. Army au fort Mojave, vers 1868

Les troupes régulières de l'armée des États-Unis forment de nouveau du fort Mohave jusqu'au 29 septembre 1890, lorsque département de la Guerre transfère le terrain au bureau des affaires indiennes par ordre du président Benjamin Harrison. Les bâtiments sont utilisés comme site d'internat pour les enfants amérindiens, où pendant des décennies les étudiants doivent utiliser l'anglais et laisser de côté leurs traditions de façon à les assimiler à la culture dominante. Après la fermeture de l'école pendant la grande dépression, le bureau des affaires indiennes transfère la propriété à la réserve indienne de Fort Mojave. Les bâtiments ne sont plus maintenus ; les ruines du fort sont contrôlés par l'État de l'Arizona en tant qu'attraction touristique.